# Frank Beck
Frank Beck (Tauberbischofsheim, 1961. június 26. –) világbajnok, olimpiai ezüstérmes német tőrvívó.